# Scream (chanson d'Usher)
Singles de Usher
Climax
(2012)
Pistes de Looking 4 Myself
Can't Stop Won't Stop
(1) Climax
(3)
Scream est une chanson de l'artiste américain Usher sortie le 26 avril 2012 en format numérique sous le label RCA Records. 2e single extrait du 7e album studio Looking 4 Myself, la chanson a été écrite par Max Martin, Shellback, Savan Kotecha et Usher. Produite par Max Martin et Shellback, soit la même équipe auteur du tube DJ Got Us Fallin' in Love. Scream est une chanson d'electropop avec des éléments de dance-pop. Le single entre à la 70e place du Billboard Hot 100 et 32e du Billboard Pop chart, cela est due à une forte diffusion dans les radio américaines. On retrouve dans son clip une forte inspiration du roi de la pop.

## Formats et liste des pistes
- Téléchargement numérique

1. Scream – 3:54

- CD single

1. Scream – 3:55
2. Scream (Joachim Garraud Remix)
3. Scream (Joachim Garraud Radio Edit)
4. Scream (Joachim Garraud Dub)
5. Climax (Mike D Remix)

## Classement par pays
| Classement (2012)                       | Meilleure position |
| --------------------------------------- | ------------------ |
| Allemagne (Media Control AG)            | 17                 |
| Australie (ARIA)                        | 11                 |
| Autriche (Ö3 Austria Top 40)            | 15                 |
| Belgique (Flandre Ultratop 50 Singles)  | 22                 |
| Belgique (Wallonie Ultratop 50 Singles) | 33                 |
| Canada (Hot 100)                        | 4                  |
| Danemark (Tracklisten)                  | 23                 |
| Espagne (PROMUSICAE)                    | 28                 |
| France (SNEP)                           | 29                 |
| France (Airplay)                        | 8                  |
| Hongrie (Rádiós Top 40)                 | 21                 |
| Hongrie (Single Top 40)                 | 9                  |
| Irlande (IRMA)                          | 23                 |
| Japon (Hot 100)                         | 7                  |
| Pays-Bas (Nederlandse Top 40)           | 28                 |
| Nouvelle-Zélande (RMNZ)                 | 21                 |
| Tchéquie (IFPI Rádio)                   | 30                 |
| Slovaquie (IFPI Rádio)                  | 7                  |
| Suède (Sverigetopplistan)               | 50                 |
| Suisse (Schweizer Hitparade)            | 18                 |
| Écosse (OCC)                            | 4                  |
| Royaume-Uni (UK Dance Chart)            | 2                  |
| Royaume-Uni (UK Singles Chart)          | 5                  |
| États-Unis (Hot 100)                    | 9                  |
| États-Unis (Pop Airplay)                | 6                  |
| États-Unis (Adult Pop Songs)            | 25                 |

### Certifications
| Pays     | Organisme | Certification | Vente  |
| -------- | --------- | ------------- | ------ |
| Danemark | IFPI      | Platine       | 30 000 |

## Historique de sortie
| Pays        | Date          | Format                        |
| ----------- | ------------- | ----------------------------- |
| Monde       | 27 avril 2012 | Téléchargement numérique      |
| États-Unis  | 1er mai 2012  | Mainstream et rhythmic radio, |
| Allemagne   | 1er juin 2012 | CD single                     |
| Irlande     | 1er juin 2012 | Digital download              |
| Royaume-Uni | 3 juin 2012   | Téléchargement numérique      |